# Pelegrinatge a Candelaria

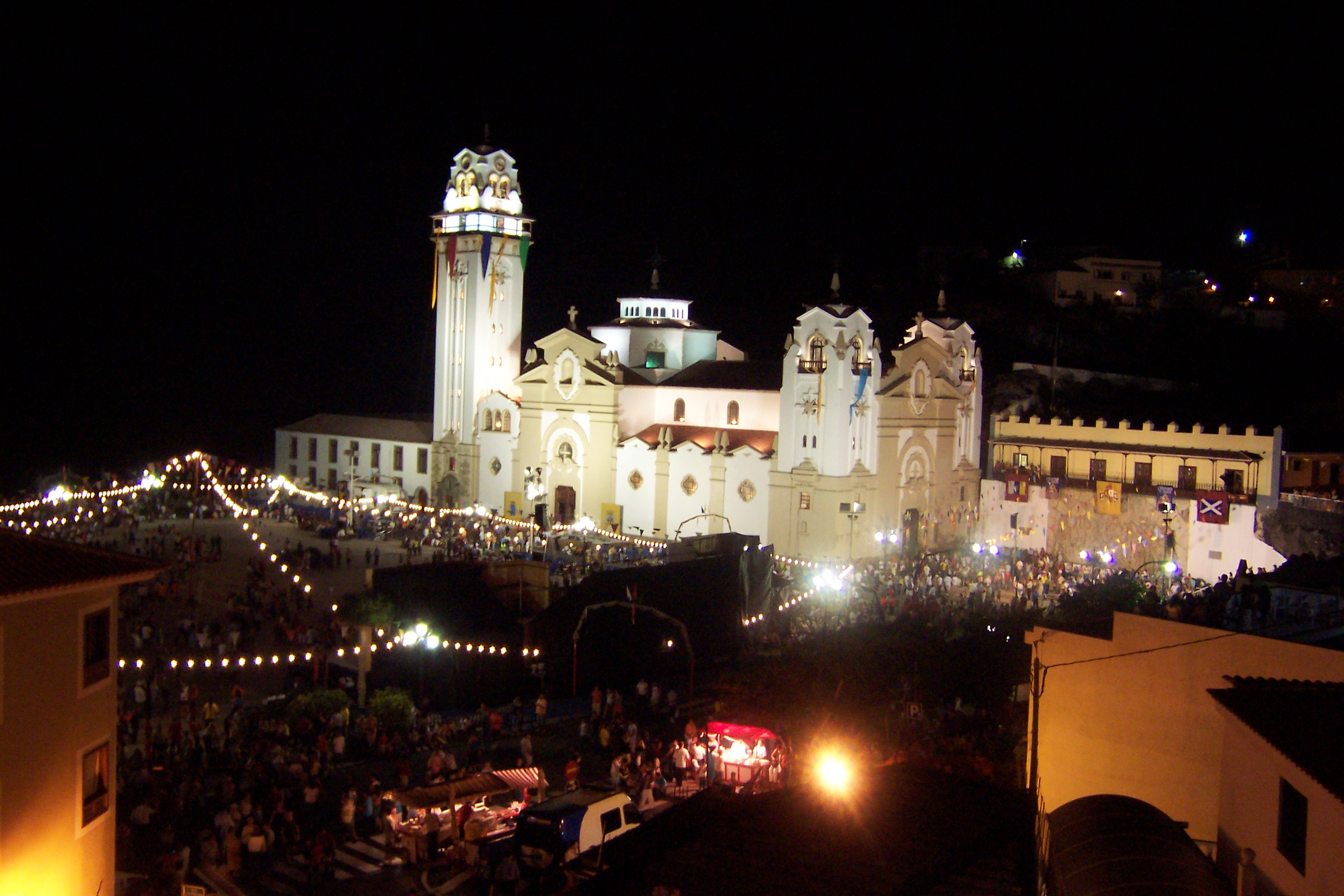
Foto de la Basílica de Candelaria a la nit del pelegrinatge.

El Pelegrinatge a Candelaria o Caminata a Candelaria és una marxa, o pelegrinatge, que es fa anualment (la nit del 14 al 15 d'agost) a Tenerife. Consisteix en una caminada des de diferents municipis de l'illa fins a arribar a la Basílica de Nostra Senyora de la Candelaria, santuari on es troba la imatge de la Verge de Candelaria, patrona de les Illes Canàries.

## Història
Segons relata el religiós Fra Alonso de Espinosa el 1594, l'actual anomenada Cueva de Achbinico a Candelaria (municipi de Tenerife) era un lloc de pelegrinatge dels guanxes de Tenerife per adorar a Chaxiraxi (nom que els Guanxes van donar a la Verge). Aquest pelegrinatge se solia realitzar durant la lluna d'agost o Beñesmen. El Beñesmen al calendari Guanxe era una festa agrícola on la recollida dels productes de la terra es dedicava a Chaxiraxi. Els guanxes oferien entre altres productes gofio, carn de cabra, llet o cereals. Per tot això, el Pelegrinament a Candelaria és un clar vestigi del Beñesmen guanche, que té diversos segles d'antiguitat i que va ser realitzada fins i tot pels menceyes (reis aborígens).

## Característiques

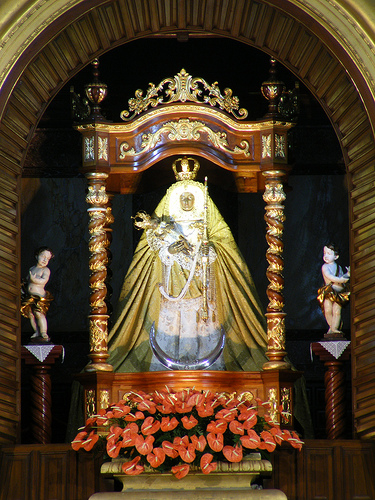
Verge de Candelaria, patrona de les Illes Canàries.

Els pelegrins en general solen sortir de les seves localitats o pobles o bé des de la capital, Santa Cruz de Tenerife o des de San Cristóbal de La Laguna. Molta gent del nord de l'illa també es dona cita a aquest esdeveniment, però la gent del nord de l'illa en general solen sortir tres dies abans del dia 15, per poder arribar a la Villa Mariana de Candelaria aquest dia, que és el dia principal de la festa. Els que surten del nord caminen per les muntanyes de l'illa i pernocten en acampades, per a seguir el seu recorregut a trenc d'alba.
Els pelegrins que arriben des d'altres illes o de la península Ibèrica, solen arribar amb vaixell o amb avió a l'illa, i en general solen sortir des de Santa Cruz de Tenerife, la capital. Per a les festes del 2 de febrer de la Verge, grups reduïts també fan el pelegrinatge a peu, encara que per qüestions meteorològiques per causa de les dates hivernals, aquesta no gaudeix de tanta popularitat com a l'agost.

## Rutes
Hi ha diverses rutes segons la població i el municipi dels pelegrins, les més importants són:
- Santa Cruz de Tenerife - Candelaria: El recorregut és de 20 quilòmetres.
- San Cristóbal de La Laguna - Candelaria: El recorregut és de 20 quilòmetres.[1]
- La Victoria de Acentejo - Candelaria: El recorregut és de 30 quilòmetres.[1]
- La Matanza de Acentejo - Candelaria: El recorregut és de 30 quilòmetres.[1]
- El Sauzal - Candelaria: El recorregut és de 25 quilòmetres.[1]
- Tegueste - Candelaria: El recorregut és de 25 quilòmetres.[1]
- Tacoronte - Candelaria: El recorregut és de 22 quilòmetres.[1]
- El Rosario - Candelaria: El recorregut és de 15 quilòmetres.[1]

## Altres pelegrinatges similars
La Pelegrinatge a Candelaria va ser el precedent d'una tradició molt arrelada a totes les Illes Canàries, la de visitar caminant a peu a la patrona insular de cadascuna de les illes. En aquest sentit destaquen el pelegrinatge a la Virgen del Pino de Teror a Gran Canària, i les de la Virgen de la Peña a Fuerteventura i la de la Virgen de los Dolores a Lanzarote, entre d'altres.
També en altres llocs d'Espanya es realitzen peregrinacions similars, com és el cas de la Des Güell a Lluc a Peu celebrada a Mallorca (igual que a Candelaria al mes d'agost) en honor de la patrona d'aquesta illa balear, la Verge de Lluc.